# 究罗檀头经
《种德经》，南传上座部佛教《巴利文大藏经》中的长部第五部经。佛陀在该经中批判了婆罗门的杀生祭祀。

## 简介
佛陀在摩揭陀国时候，婆罗门究罗檀头准备了牲畜举行大祭。其慕名拜访佛陀，请教祭法。佛陀讲述了大胜王时期祭祀，以阐述该婆罗门祭司是自己的前生。此后，佛陀向其指出，施舍出家人、建造寺庙、皈依三宝和恪守五戒，可以获得更大的果报，并达到解脱。究罗檀头听完后，决定放弃杀生祭司，皈依佛法僧。
该佛经在汉传佛教的《大正新修大藏经》对应经典有《長阿含經·究羅檀頭經》（第1部第96卷）。